# Bonete (Spanien)
Bonete ist ein Dorf und eine spanische Gemeinde (municipio) mit nur noch 970 Einwohnern (Stand: 2024) in der Provinz Albacete in der Autonomen Region Kastilien-La Mancha im Südosten Spaniens.

## Lage und Klima
Bonete liegt im Südosten Neukastiliens etwa 58 km (Fahrtstrecke) ostsüdöstlich der Provinzhauptstadt Albacete in einer Höhe von ca. 1040 m. Durch die Gemeinde führt die Autovía A-31. Das Klima im Winter ist gemäßigt, im Sommer dagegen warm bis heiß; die eher geringen Niederschlagsmengen (ca. 373 mm/Jahr) fallen – mit Ausnahme der nahezu regenlosen Sommermonate – verteilt übers ganze Jahr.

## Bevölkerungsentwicklung
| Jahr      | 1970 | 1981 | 1991 | 2001 | 2011 | 2021 |
| Einwohner | 1313 | 1264 | 1301 | 1227 | 1220 | 1031 |

## Sehenswürdigkeiten
- Johannes-der-Täufer-Kirche (Iglesia de Santa Quteria)

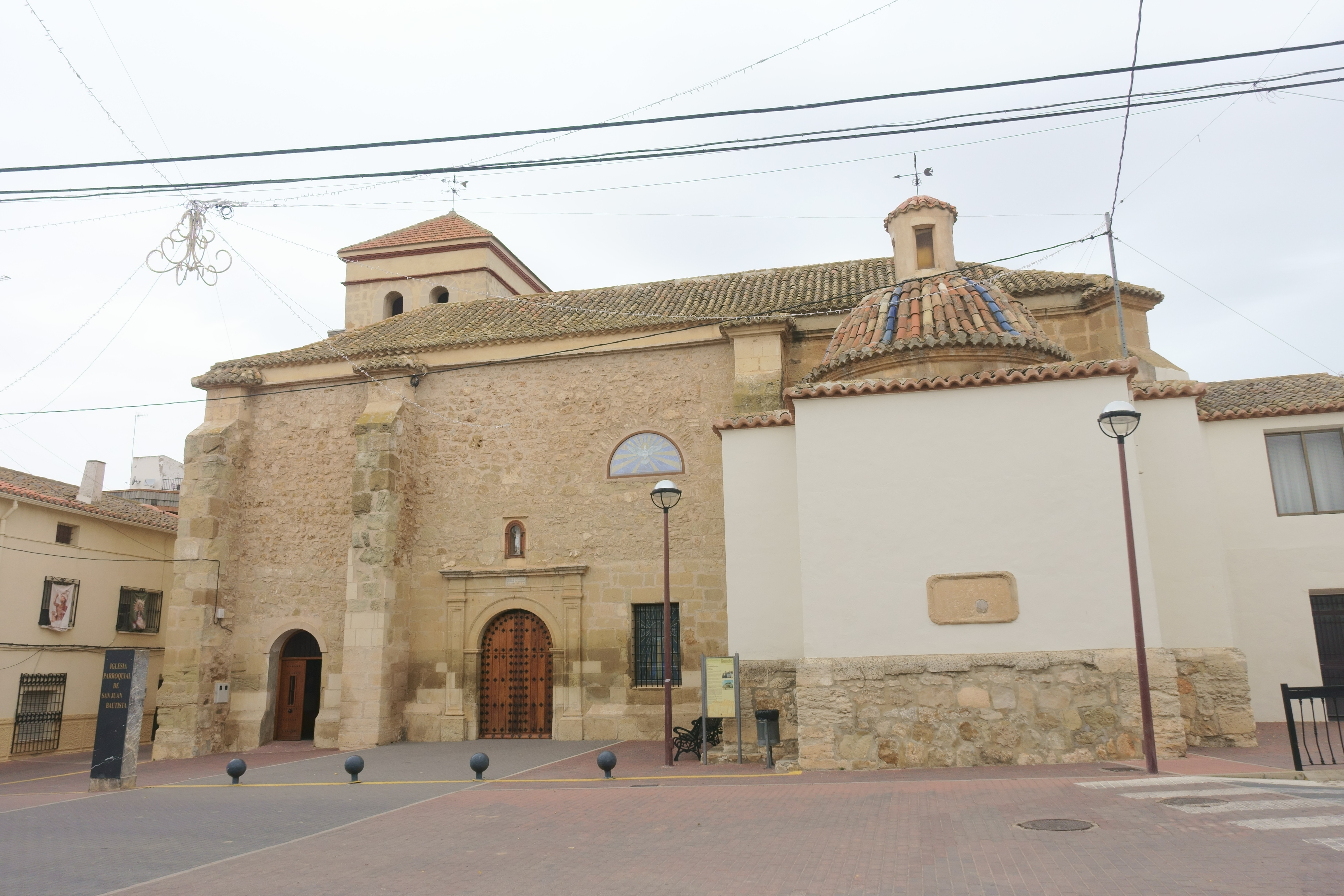
Johannes-der-Täufer-Kirche
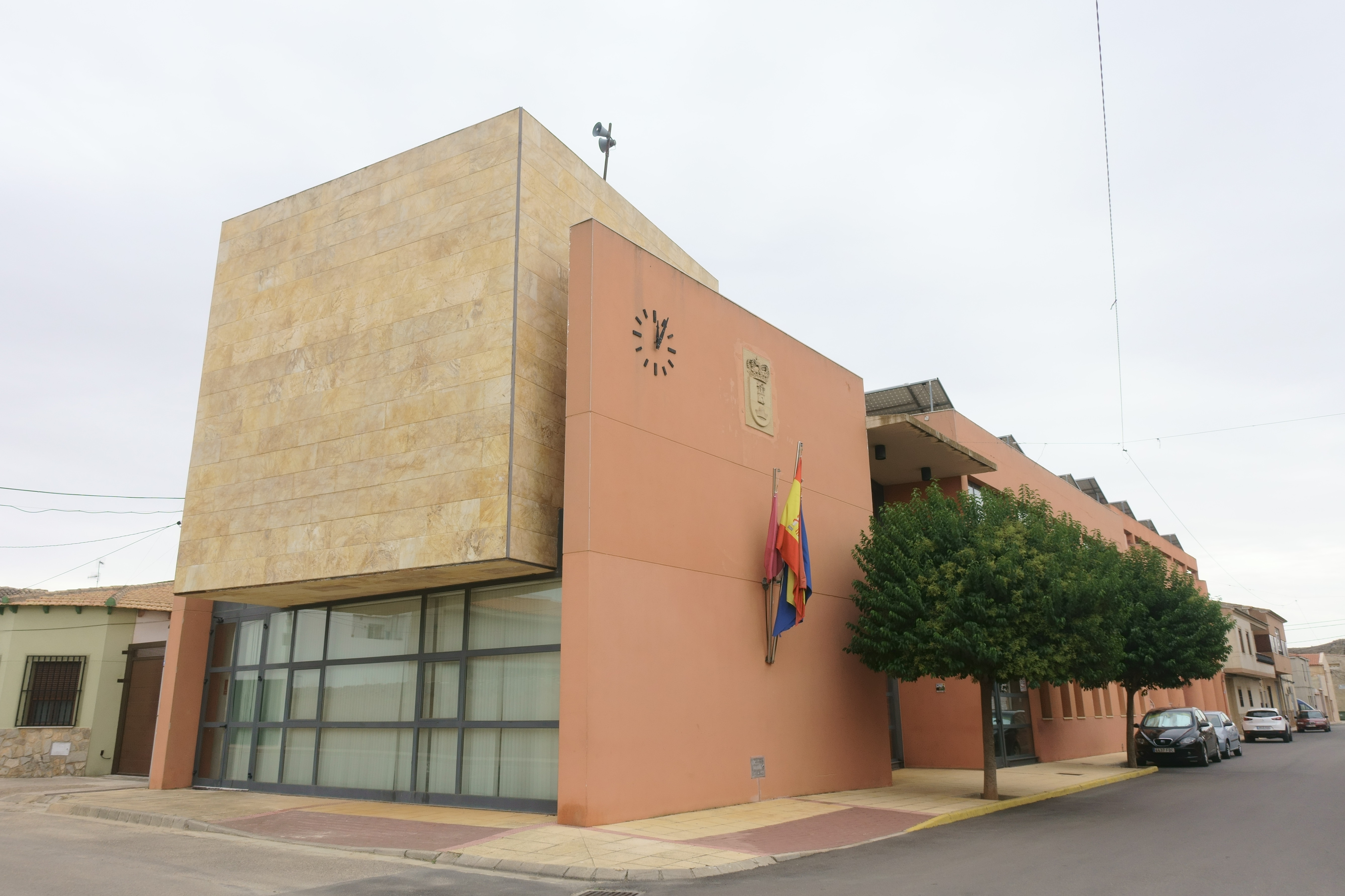
Rathaus